# Lista de TLDs
Segue-se uma lista de TLDs (Lista de Domínios de Nível Superior; do inglês: Top Level Domain) usados atualmente na Internet. O Comitê Gestor da Internet no Brasil utiliza o termo Domínio de Primeiro Nível (DPN).
Ver Domínio de topo para mais informações, incluindo notas sobre TLDs que não estão de acordo com o ISO 3166-1.
| gTLD    | Entidade                                                      | Anotação                                                                          |
| ------- | ------------------------------------------------------------- | --------------------------------------------------------------------------------- |
| .aero   | Indústria aero-transportadora                                 |                                                                                   |
| .arpa   | Address and Routing Parameter Area                            |                                                                                   |
| .bet    | Sites de apostas                                              |                                                                                   |
| .biz    | Negócios                                                      | Domínio genérico                                                                  |
| .cam    | Entretenimento                                                | Domínio genérico                                                                  |
| .com    | Comercial                                                     | Domínio genérico                                                                  |
| .coop   | Cooperativas                                                  |                                                                                   |
| .edu    | Educação                                                      |                                                                                   |
| .gov    | Governo                                                       | (utilizado nos países francófonos como ".gouv")                                   |
| .info   | Informação                                                    | Domínio genérico                                                                  |
| .int    | Organizações internacionais                                   |                                                                                   |
| .mil    | Forças armadas                                                | (militar)                                                                         |
| .museum | Museus                                                        |                                                                                   |
| .name   | Para utilização de nomes pessoais                             |                                                                                   |
| .net    | Network (rede)                                                | Domínio genérico                                                                  |
| .org    | Organização sem fins lucrativos                               | Domínio genérico                                                                  |
| .pro    | Profissional                                                  | Domínio genérico                                                                  |
| .tel    | Telefonia                                                     |                                                                                   |
| ccTLD   | País                                                          | Anotação                                                                          |
| .ac     | Ascensão                                                      |                                                                                   |
| .ad     | Andorra                                                       |                                                                                   |
| .ae     | Emirados Árabes Unidos                                        | (United Arab Emirates)                                                            |
| .af     | Afeganistão                                                   |                                                                                   |
| .ag     | Antígua e Barbuda                                             |                                                                                   |
| .ai     | Anguila                                                       |                                                                                   |
| .al     | Albânia                                                       |                                                                                   |
| .am     | Arménia                                                       | Também utilizado por rádios AM                                                    |
| .an     | Antilhas Neerlandesas                                         |                                                                                   |
| .ao     | Angola                                                        |                                                                                   |
| .aq     | Antártida                                                     | Definida como as regiões a sul da latitude 60°S                                   |
| .ar     | Argentina                                                     |                                                                                   |
| .as     | Samoa Americana                                               |                                                                                   |
| .at     | Áustria                                                       |                                                                                   |
| .au     | Austrália                                                     | Incluindo as Ilhas Ashmore e Cartier e as Ilhas do Mar de Coral                   |
| .aw     | Aruba                                                         |                                                                                   |
| .az     | Azerbaijão                                                    |                                                                                   |
| .ba     | Bósnia e Herzegovina                                          |                                                                                   |
| .bb     | Barbados                                                      |                                                                                   |
| .bd     | Bangladexe                                                    |                                                                                   |
| .be     | Bélgica                                                       |                                                                                   |
| .bf     | Burquina Faso                                                 |                                                                                   |
| .bg     | Bulgária                                                      |                                                                                   |
| .bh     | Barém                                                         | (Bahrain)                                                                         |
| .bi     | Burundi                                                       |                                                                                   |
| .bj     | Benim                                                         |                                                                                   |
| .bm     | Bermudas                                                      |                                                                                   |
| .bn     | Brunei Darussalam                                             |                                                                                   |
| .bo     | Bolívia                                                       |                                                                                   |
| .br     | Brasil                                                        |                                                                                   |
| .bs     | Bahamas                                                       |                                                                                   |
| .bt     | Butão                                                         |                                                                                   |
| .bv     | Ilha Bouvet                                                   | Não é utilizado atualmente                                                        |
| .bw     | Botsuana                                                      | (Botswana)                                                                        |
| .by     | Bielorrússia                                                  |                                                                                   |
| .bz     | Belize                                                        |                                                                                   |
| .ca     | Canadá                                                        |                                                                                   |
| .cc     | Ilhas Cocos                                                   |                                                                                   |
| .cd     | República Democrática do Congo                                | Antes, denominada de: Zaire                                                       |
| .cf     | República Centro-Africana                                     |                                                                                   |
| .cg     | República do Congo                                            |                                                                                   |
| .ch     | Suíça                                                         | Confederação Helvética                                                            |
| .ci     | Costa do Marfim                                               | (Côte d'Ivoire)                                                                   |
| .ck     | Ilhas Cook                                                    |                                                                                   |
| .cl     | Chile                                                         |                                                                                   |
| .cm     | Camarões                                                      |                                                                                   |
| .cn     | República Popular da China                                    |                                                                                   |
| .co     | Colômbia                                                      | usado por cooperativas                                                            |
| .cr     | Costa Rica                                                    |                                                                                   |
| .cu     | Cuba                                                          |                                                                                   |
| .cv     | Cabo Verde                                                    |                                                                                   |
| .cx     | Ilha Natal                                                    |                                                                                   |
| .cy     | Chipre                                                        |                                                                                   |
| .cz     | Chéquia                                                       | (Czech Republik) antiga Tcheco-Eslovaquia                                         |
| .de     | Alemanha (Deutschland)                                        |                                                                                   |
| .dj     | Djibuti                                                       | Usado para sites de música.                                                       |
| .dk     | Dinamarca                                                     |                                                                                   |
| .dm     | Dominica                                                      |                                                                                   |
| .do     | República Dominicana                                          |                                                                                   |
| .dz     | Argélia                                                       | (Dzayer)                                                                          |
| .ec     | Equador                                                       |                                                                                   |
| .ee     | Estónia                                                       |                                                                                   |
| .eg     | Egito                                                         |                                                                                   |
| .er     | Eritreia                                                      |                                                                                   |
| .es     | Espanha                                                       |                                                                                   |
| .et     | Etiópia                                                       |                                                                                   |
| .eu     | Europa                                                        |                                                                                   |
| .fi     | Finlândia                                                     |                                                                                   |
| .fj     | Fiji                                                          |                                                                                   |
| .fk     | Malvinas (Falkland Islands)                                   |                                                                                   |
| .fm     | Estados Federados da Micronésia                               | Também utilizado por rádios FM                                                    |
| .fo     | Ilhas Feroé                                                   |                                                                                   |
| .fr     | França                                                        |                                                                                   |
| .ga     | Gabão                                                         |                                                                                   |
| .gb     | Reino Unido                                                   | Pouco utilizado. Utiliza-se, principalmente o .uk                                 |
| .gd     | Granada                                                       |                                                                                   |
| .ge     | Geórgia                                                       |                                                                                   |
| .gf     | Guiana Francesa                                               |                                                                                   |
| .gg     | Guernsey                                                      |                                                                                   |
| .gh     | Gana                                                          |                                                                                   |
| .gi     | Gibraltar                                                     |                                                                                   |
| .gl     | Groenlândia                                                   | Também utilizado na Galiza                                                        |
| .gm     | Gâmbia                                                        |                                                                                   |
| .gn     | Guiné                                                         |                                                                                   |
| .gp     | Guadalupe                                                     |                                                                                   |
| .gq     | Guiné Equatorial                                              |                                                                                   |
| .gr     | Grécia                                                        |                                                                                   |
| .gs     | Ilhas Geórgia do Sul e Sanduíche do Sul                       |                                                                                   |
| .gt     | Guatemala                                                     |                                                                                   |
| .gu     | Guam                                                          |                                                                                   |
| .gw     | Guiné-Bissau                                                  |                                                                                   |
| .gy     | Guiana                                                        |                                                                                   |
| .hk     | Hong Kong                                                     |                                                                                   |
| .hm     | Ilha Heard e Ilhas McDonald                                   |                                                                                   |
| .hn     | Honduras                                                      |                                                                                   |
| .hr     | Croácia                                                       | Hrvatska                                                                          |
| .ht     | Haiti                                                         |                                                                                   |
| .hu     | Hungria                                                       |                                                                                   |
| .id     | Indonésia                                                     |                                                                                   |
| .ie     | Irlanda                                                       |                                                                                   |
| .il     | Israel                                                        |                                                                                   |
| .im     | Ilha de Man                                                   |                                                                                   |
| .in     | Índia                                                         |                                                                                   |
| .io     | Território Britânico do Oceano Índico                         |                                                                                   |
| .iq     | Iraque                                                        |                                                                                   |
| .ir     | Irão                                                          |                                                                                   |
| .is     | Islândia                                                      |                                                                                   |
| .it     | Itália                                                        |                                                                                   |
| .je     | Jersey                                                        |                                                                                   |
| .jm     | Jamaica                                                       |                                                                                   |
| .jo     | Jordânia                                                      |                                                                                   |
| .jp     | Japão                                                         |                                                                                   |
| .ke     | Quénia                                                        |                                                                                   |
| .kg     | Quirguistão                                                   | Kyrgistan                                                                         |
| .kh     | Camboja                                                       |                                                                                   |
| .ki     | Quiribati                                                     |                                                                                   |
| .km     | Comores                                                       |                                                                                   |
| .kn     | São Cristóvão e Neves                                         |                                                                                   |
| .kp     | Coreia do Norte                                               | Korea People's republic                                                           |
| .kr     | Coreia do Sul                                                 | Republic of Korea                                                                 |
| .kw     | Kuwait                                                        |                                                                                   |
| .ky     | Ilhas Caimã                                                   |                                                                                   |
| .kz     | Cazaquistão                                                   | Kazakstan                                                                         |
| .la     | Laos                                                          |                                                                                   |
| .lb     | Líbano                                                        |                                                                                   |
| .lc     | Santa Lúcia                                                   |                                                                                   |
| .li     | Liechtenstein                                                 |                                                                                   |
| .lk     | Seri Lanca                                                    | Sri Lanka                                                                         |
| .lr     | Libéria                                                       |                                                                                   |
| .ls     | Lesoto                                                        |                                                                                   |
| .lt     | Lituânia                                                      |                                                                                   |
| .lu     | Luxemburgo                                                    |                                                                                   |
| .lv     | Letónia                                                       |                                                                                   |
| .ly     | Líbia                                                         |                                                                                   |
| .ma     | Marrocos                                                      |                                                                                   |
| .mc     | Mónaco                                                        |                                                                                   |
| .md     | Moldávia                                                      |                                                                                   |
| .me     | Montenegro                                                    |                                                                                   |
| .mg     | Madagáscar                                                    |                                                                                   |
| .mh     | Ilhas Marshall                                                |                                                                                   |
| .mk     | Antiga República Jugoslava da Macedónia                       |                                                                                   |
| .ml     | Mali                                                          |                                                                                   |
| .mm     | Mianmar                                                       |                                                                                   |
| .mn     | Mongólia                                                      |                                                                                   |
| .mo     | Macau                                                         |                                                                                   |
| .mp     | Marianas Setentrionais                                        |                                                                                   |
| .mq     | Martinica                                                     |                                                                                   |
| .mr     | Mauritânia                                                    |                                                                                   |
| .ms     | Monserrate                                                    |                                                                                   |
| .mt     | Malta                                                         |                                                                                   |
| .mu     | Maurício                                                      |                                                                                   |
| .mv     | Maldivas                                                      |                                                                                   |
| .mw     | Maláui                                                        |                                                                                   |
| .mx     | México                                                        |                                                                                   |
| .my     | Malásia                                                       | Malaysia                                                                          |
| .mz     | Moçambique                                                    |                                                                                   |
| .na     | Namíbia                                                       |                                                                                   |
| .nc     | Nova Caledónia                                                |                                                                                   |
| .ne     | Níger                                                         |                                                                                   |
| .nf     | Ilha Norfolque                                                |                                                                                   |
| .ng     | Nigéria                                                       |                                                                                   |
| .ni     | Nicarágua                                                     |                                                                                   |
| .nl     | Países Baixos                                                 | Nederland                                                                         |
| .no     | Noruega                                                       |                                                                                   |
| .np     | Nepal                                                         |                                                                                   |
| .nr     | Nauru                                                         |                                                                                   |
| .nu     | Niue                                                          |                                                                                   |
| .nz     | Nova Zelândia                                                 |                                                                                   |
| .om     | Omã                                                           |                                                                                   |
| .pa     | Panamá                                                        |                                                                                   |
| .pe     | Peru                                                          |                                                                                   |
| .pf     | Polinésia Francesa                                            | Com a Ilha Clipperton                                                             |
| .pg     | Papua-Nova Guiné                                              |                                                                                   |
| .ph     | Filipinas                                                     | Phillipines                                                                       |
| .pk     | Paquistão                                                     |                                                                                   |
| .pl     | Polónia                                                       |                                                                                   |
| .pm     | São Pedro e Miquelão                                          |                                                                                   |
| .pn     | Ilhas Pitcairn                                                |                                                                                   |
| .pr     | Porto Rico                                                    |                                                                                   |
| .ps     | Territórios palestinianos (i.e., Cisjordânia e Faixa de Gaza) |                                                                                   |
| .pt     | Portugal                                                      |                                                                                   |
| .pw     | Palau                                                         |                                                                                   |
| .py     | Paraguai                                                      |                                                                                   |
| .qa     | Qatar                                                         |                                                                                   |
| .re     | Reunião                                                       |                                                                                   |
| .ro     | Roménia                                                       |                                                                                   |
| .ru     | Rússia                                                        |                                                                                   |
| .rw     | Ruanda                                                        |                                                                                   |
| .sa     | Arábia Saudita                                                |                                                                                   |
| .sb     | Ilhas Salomão                                                 |                                                                                   |
| .sc     | Seicheles                                                     |                                                                                   |
| .scot   | Escócia                                                       |                                                                                   |
| .sd     | Sudão                                                         |                                                                                   |
| .se     | Suécia                                                        |                                                                                   |
| .sg     | Singapura                                                     |                                                                                   |
| .sh     | Santa Helena                                                  |                                                                                   |
| .si     | Eslovénia                                                     |                                                                                   |
| .sj     | Ilhas Esvalbarde e Jan Mayen                                  | Não se encontra em utilização atualmente                                          |
| .sk     | Eslováquia                                                    |                                                                                   |
| .sl     | Serra Leoa                                                    |                                                                                   |
| .sm     | San Marino                                                    |                                                                                   |
| .sn     | Senegal                                                       |                                                                                   |
| .so     | Somália                                                       |                                                                                   |
| .sr     | Suriname                                                      |                                                                                   |
| .ss     | Sudão do Sul                                                  |                                                                                   |
| .st     | São Tomé e Príncipe                                           |                                                                                   |
| .su     | antiga União Soviética                                        | Ainda em utilização                                                               |
| .sv     | El Salvador                                                   |                                                                                   |
| .sy     | Síria                                                         |                                                                                   |
| .sz     | Essuatíni (antes, Suazilândia)                                |                                                                                   |
| .tc     | Ilhas Turcas e Caicos                                         |                                                                                   |
| .td     | Chade                                                         | Tchad                                                                             |
| .tf     | Terras Austrais e Antárticas Francesas                        |                                                                                   |
| .tg     | Togo                                                          |                                                                                   |
| .th     | Tailândia                                                     |                                                                                   |
| .tj     | Tajiquistão                                                   |                                                                                   |
| .tk     | Toquelau                                                      |                                                                                   |
| .tl     | Timor-Leste                                                   | Em transição de .tp                                                               |
| .tm     | Turcomenistão                                                 |                                                                                   |
| .tn     | Tunísia                                                       |                                                                                   |
| .to     | Tonga                                                         |                                                                                   |
| .tr     | Turquia                                                       |                                                                                   |
| .tt     | Trindade e Tobago                                             |                                                                                   |
| .tv     | Tuvalu                                                        | Usado por redes de televisão (principalmente de assinatura). Antigo TLD de Tuvalu |
| .tw     | Taiwan                                                        |                                                                                   |
| .tz     | Tanzânia                                                      |                                                                                   |
| .ua     | Ucrânia                                                       |                                                                                   |
| .ug     | Uganda                                                        |                                                                                   |
| .uk     | Reino Unido                                                   | United Kingdom                                                                    |
| .um     | Ilhas Menores Distantes dos Estados Unidos                    |                                                                                   |
| .us     | Estados Unidos                                                | é o único país que não usa extensão (TLD do país)                                 |
| .uy     | Uruguai                                                       |                                                                                   |
| .uz     | Uzbequistão                                                   |                                                                                   |
| .va     | Vaticano                                                      |                                                                                   |
| .vc     | São Vicente e Granadinas                                      |                                                                                   |
| .ve     | Venezuela                                                     |                                                                                   |
| .vg     | Ilhas Virgens Britânicas                                      |                                                                                   |
| .vi     | Ilhas Virgens Americanas                                      |                                                                                   |
| .vn     | Vietnã                                                        |                                                                                   |
| .vu     | Vanuatu                                                       |                                                                                   |
| .wf     | Wallis e Futuna                                               |                                                                                   |
| .ws     | Samoa (antes, Samoa Ocidental)                                |                                                                                   |
| .ye     | Iémen                                                         |                                                                                   |
| .yt     | Maiote                                                        |                                                                                   |
| .yu     | Jugoslávia                                                    | Atualmente, Sérvia                                                                |
| .za     | África do Sul                                                 | Zuid Afrika                                                                       |
| .zm     | Zâmbia                                                        |                                                                                   |
| .zw     | Zimbábue                                                      |                                                                                   |